# دهستان سررود شمالی
سررود شمالی، دهستانی است از توابع بخش مرکزی شهرستان بویراحمد در استان کهگیلویه و بویراحمد ایران.

## جمعیت
براساس سرشماری سال ۱۳۸۵ جمعیت آن ۲۵٬۹۰۸ نفر (۵٬۳۰۳ خانوار) بوده‌است.